# Half Japanese
Half Japanese ist eine US-amerikanische Noise-Rock-Band aus Austin, Texas.
Die Band wurde 1974 in Uniontown von den Brüdern Jad und David Fair gegründet. Moe Tucker von der Gruppe Velvet Underground produzierte Fire In the Sky (1993). Die Gruppe arbeitete auch mit Don Fleming, Fred Frith, John Zorn, Yo La Tengo, Sonic Youth und Daniel Johnston.
Half Japanese ging 1993 mit Nirvana auf Tournee.

## Diskografie

### Studio-Alben
- 1980: Half Gentlemen/Not Beasts
- 1981: Loud
- 1983: Horrible
- 1984: Our Solar System
- 1984: Sing No Evil
- 1986: Big Big Sun
- 1987: Music to Strip By
- 1988: Charmed Life
- 1988: Velvet Monkeys
- 1989: The Band That Would Be King
- 1990: We Are They Who Ache with Amorous Love
- 1993: Fire in the Sky (mit Maureen Tucker)
- 1995: Hot
- 1997: Bone Head
- 1997: Heaven Sent
- 2001: Hello
- 2014: Overjoyed
- 2017: Hear the Lions Roar
- 2018: Why Not?
- 2019: Invincible
- 2020: Crazy Hearts

### EPs
- 1989: Real Cool Time/What Can I Do/Monopoly
- 1991: 4 Four Kids
- 1991: Eye of the Hurricane/Said and Done/U.S. Teens are Spoiled Bums/Daytona Beach
- 1991: Postcard

### Singles
- 1977: Half Alive
- 1977: Calling All Girls
- 1978: Mono/No No
- 1981: Spy/I Know How It Feels…Bad/My Knowledge Was Wrong
- 1988: U.S. Teens Are Spoiled Bums
- 1990: T For Texas/Go Go Go Go
- 1991: Everybody Knows, Twang 1

### Live-Alben
- 1984: 50 Skidillion Watts Live
- 1994: Boo: Live in Europe 1

### Kompilationen
- 1993: Best of Half Japanese
- 1995: Greatest Hits
- 1995: Best of Half Japanese Vol. 2
- 2004: Loud and Horrible